# Tropidophora cuvieriana
Espèce
Tropidophora cuvieriana est une espèce de mollusques, gastéropode terrestre de la famille des Pomatiidae.

## Répartition
Tropidophora cuvieriana est endémique de Madagascar.

## Historique et dénomination
L'espèce a été décrite par le zoologiste français Petit de la Saussaye en  1841.